# Kabinett Hermann Jónasson I

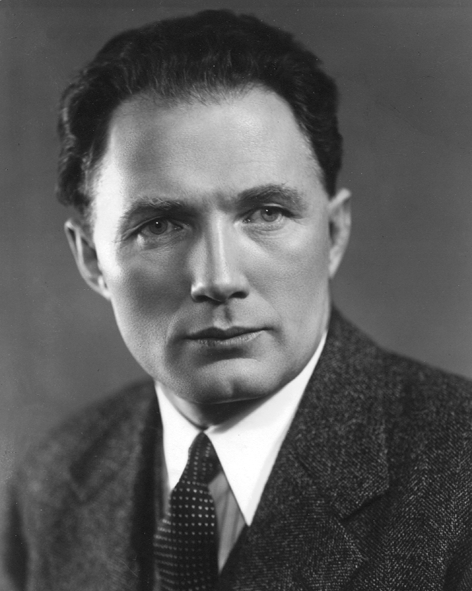
Hermann Jónasson war von 1934 bis 1942 sowie erneut von 1956 bis 1958 Premierminister von Island

Das Kabinett Hermann Jónasson I war eine Regierung des unabhängigen Staates Island, das sich mit dem Vertrag vom 1. Dezember 1918 von Dänemark loslöste, aber dem gemeinsamen König des Königreichs Dänemark sowie des Königreichs Island Christian X. unterstellt war. Es wurde am 28. Juli 1934 gebildet und löste das Kabinett Ásgeir Ásgeirsson ab. Es blieb bis zum 2. April 1938 im Amt, woraufhin es vom Kabinett Hermann Jónasson II abgelöst wurde. Dem Kabinett gehörten Mitglieder der Fortschrittspartei (Framsóknarflokkurinn) sowie der Sozialdemokratischen Partei Islands (Alþýðuflokkurinn) an.

## Regierungsmitglieder
| Amt                                                | Amtsinhaber          | Beginn der Amtszeit | Ende der Amtszeit |
| -------------------------------------------------- | -------------------- | ------------------- | ----------------- |
| Premierminister                                    | Hermann Jónasson     | 28. Juli 1934       | 2. April 1938     |
| Minister für Justiz und kirchliche Angelegenheiten | Hermann Jónasson     | 28. Juli 1934       | 2. April 1938     |
| Finanzminister                                     | Eysteinn Jónsson     | 28. Juli 1934       | 2. April 1938     |
| Arbeitsminister                                    | Haraldur Guðmundsson | 28. Juli 1934       | 20. März 1938     |